# Regering-Kálmán Tisza

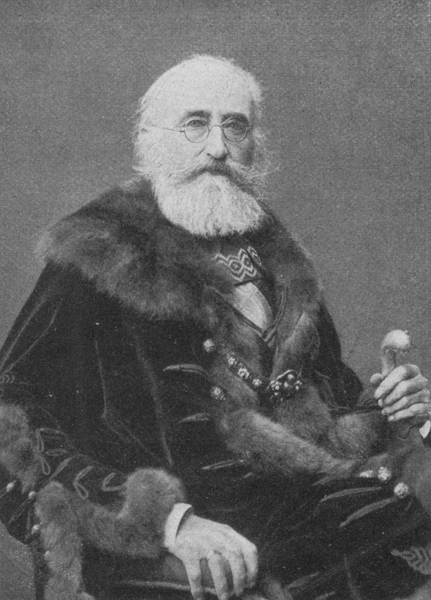
Tisza rond 1900

De regering-Kálmán Tisza was de zesde Hongaarse regering sinds de Ausgleich in 1867, die Hongarije bestuurde van 1875 tot 1890. Regeringsleider was Kálmán Tisza, bijgenaamd de IJzeren Premier.

## Geschiedenis

### Ontstaan
Vlak voor de verkiezingen van 1875 fuseerden de Deák-partij en de partij Linkercentrum tot een nieuwe partij: de Liberale Partij. Deze partij haalde met meer dan 80% van de stemmen een overdonderende meerderheid, waarna Kálmán Tisza, de voorzitter van de Liberale Partij, werd aangesteld als premier in oktober dat jaar.

### Verwezenlijkingen

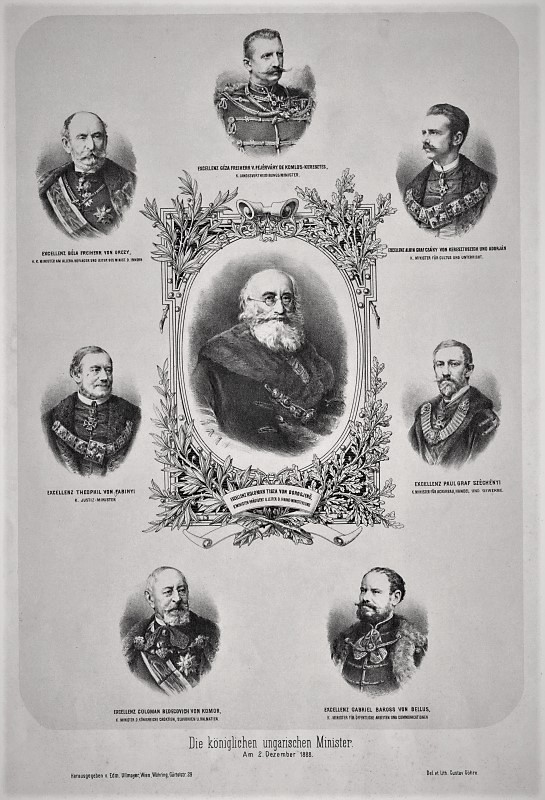
De regering-Kálmán Tisza in 1888

De voornaamste opgave van de regering was orde scheppen in de chaotische financiële situatie van het land. Onder deze regering kende Hongarije, en met name Boedapest, een sterke ontwikkeling en werd het wettelijke en institutionele kader gevormd voor een kapitalistische economie. In 1876 vond een verregaande administratieve hervorming plaats: het hele land werd ingedeeld in 65 comitaten en zo werd er komaf gemaakt met het lappendeken van stoelen (autonome gebieden), comitaten, koninklijke vrijsteden enz. In 1881 vond een tweede administratieve hervorming plaats. Met deze hervorming kwam ook een eind aan het grootvorstendom Zevenburgen en de culturele en territoriale autonomie van de Zevenburger Saksen, tot grote ontzetting van de Duitse minderheid in Hongarije.
Er vonden nieuwe verkiezingen plaats in 1878, die de Liberale Partij opnieuw won met meer dan 57% van de stemmen. In 1879 werd de stad Szeged getroffen door een zware overstroming die de stad vernielde. Tisza stelde zijn eigen broer Lajos Tisza aan als commissaris belast met de wederopbouw van de stad. Lajos Tisza en architect Lajos Lechner maakten bij de heropbouw gebruik van de meest moderne technologieën. In 1881 werd een ontwerpwedstrijd uitgeschreven voor de bouw van het Parlementsgebouw en in 1882 werd een rijkswacht opgericht.
De Liberale Partij verzwakte opnieuw bij de verkiezingen van 1881 en 1884, maar behaalde telkens toch nog meer dan 56% van de stemmen. In 1884 werd de bouw van de Hongaarse Opera voltooid, naar een ontwerp van Miklós Ybl, en het jaar daarop werd begonnen met de bouw van het Parlementsgebouw. Tisza had Gábor Baross naar West-Europa gestuurd voor een studiereis. Deze werd in 1886 benoemd tot minister van Openbare Werken en Verkeer en zorgde voor een spectaculaire uitbreiding van het spoorwegnetwerk en het bevaarbaar maken van de IJzeren Poort.
De regering voerde een beleid van verhongaarsing: de etnische minderheden in Hongarije, zoals Roemenen, Slovaken, Kroaten werden geweerd uit het politieke leven en het openbaar bestuur en ook het onderwijs was gericht op een verhongaarsing van de bevolking.

### Aftreden
Tisza's gezag werd echter mettertijd ondermijnd door corruptie en zijn controversiële en vaak hardvochtige manier van besturen. In 1890 vonden er demonstraties plaats en de regering boette sterk in aan populariteit, om uiteindelijk in maart dat jaar af te treden.

## Samenstelling
| Functie en bevoegdheden                                                                    | Naam                         | Termijn                              |  | Partij                          |
| ------------------------------------------------------------------------------------------ | ---------------------------- | ------------------------------------ |  | ------------------------------- |
| Premier                                                                                    | Kálmán Tisza                 | 20 oktober 1875 – 15 maart 1890      |  | Liberale Partij                 |
| Minister van Binnenlandse Zaken                                                            | Kálmán Tisza                 | 20 oktober 1875 – 11 februari 1887   |  | Liberale Partij                 |
| Minister van Binnenlandse Zaken                                                            | Béla Orczy (waarnemend)      | 11 februari 1887 – 22 maart 1889     |  | Liberale Partij                 |
| Minister van Binnenlandse Zaken                                                            | Gábor Baross (waarnemend)    | 22 maart 1889 – 16 juni 1889         |  | Liberale Partij                 |
| Minister van Binnenlandse Zaken                                                            | Géza Teleki                  | 16 juni 1889 – 15 maart 1890         |  | Liberale Partij                 |
| Minister van Financiën                                                                     | Kálmán Széll                 | 20 oktober 1875 – 11 oktober 1878    |  | Liberale Partij                 |
| Minister van Financiën                                                                     | Kálmán Tisza (waarnemend)    | 11 oktober 1878 – 5 december 1878    |  | Liberale Partij                 |
| Minister van Financiën                                                                     | Gyula Szapáry                | 5 december 1878 – 11 februari 1887   |  | Liberale Partij                 |
| Minister van Financiën                                                                     | Kálmán Tisza (waarnemend)    | 11 februari 1887 – 9 april 1889      |  | Liberale Partij                 |
| Minister van Financiën                                                                     | Sándor Wekerle               | 9 april 1889 – 15 maart 1890         |  | Liberale Partij                 |
| Minister van Justitie                                                                      | Béla Perczel                 | 20 oktober 1875 – 30 juni 1878       |  | Liberale Partij                 |
| Minister van Justitie                                                                      | Tivadar Pauler               | 30 juni 1878 – 30 april 1886         |  | Liberale Partij                 |
| Minister van Justitie                                                                      | Teofil Fabiny                | 15 mei 1886 – 9 april 1889           |  | Liberale Partij                 |
| Minister van Justitie                                                                      | Dezső Szilágyi               | 9 april 1889 – 15 maart 1890         |  | Liberale Partij                 |
| Minister van Defensie                                                                      | Béla Szende                  | 20 oktober 1875 – 18 augustus 1882   |  | onafhankelijk                   |
| Minister van Defensie                                                                      | Gedeon Ráday                 | 18 augustus 1882 – 26 december 1883  |  | Liberale Partij                 |
| Minister van Defensie                                                                      | Béla Orczy (waarnemend)      | 26 december 1883 – 28 oktober 1884   |  | Liberale Partij                 |
| Minister van Defensie                                                                      | Géza Fejérváry               | 28 oktober 1884 – 15 maart 1890      |  | onafhankelijk                   |
| Minister naast de Koning                                                                   | Béla Wenckheim               | 20 oktober 1875 – 7 juli 1879        |  | Liberale Partij                 |
| Minister naast de Koning                                                                   | Kálmán Tisza (waarnemend)    | 11 juli 1879 – 25 september 1879     |  | Liberale Partij                 |
| Minister naast de Koning                                                                   | Béla Orczy                   | 25 september 1879 – 15 maart 1890    |  | Liberale Partij                 |
| Minister van Landbouw, Nijverheid en Handel                                                | Lajos Simonyi                | 20 oktober 1875 – 21 augustus 1876   |  | Liberale Partij                 |
| Minister van Landbouw, Nijverheid en Handel                                                | Ágoston Trefort (waarnemend) | 21 augustus 1876 – 4 december 1878   |  | Liberale Partij                 |
| Minister van Landbouw, Nijverheid en Handel                                                | Gábor Kemény                 | 4 december 1878 – 12 oktober 1882    |  | Liberale Partij                 |
| Minister van Landbouw, Nijverheid en Handel                                                | Pál Széchenyi                | 12 oktober 1882 – 8 april 1889       |  | Liberale Partij                 |
| Minister van Landbouw, Nijverheid en Handel                                                | Gyula Szapáry                | 8 april 1889 – 15 juni 1889          |  | Liberale Partij                 |
| Minister van Landbouw sinds 15 juni 1889                                                   | Gyula Szapáry                | 15 juni 1889 – 15 maart 1890         |  | Liberale Partij                 |
| Minister van Handel sinds 15 juni 1889                                                     | Gábor Baross                 | 15 juni 1889 – 15 maart 1890         |  | Liberale Partij                 |
| Minister van Openbare Werken en Transport sinds 15 juni 1889 bij het ministerie van Handel | Tamás Péchy                  | 20 oktober 1875 – 14 april 1880      |  | Liberale Partij                 |
| Minister van Openbare Werken en Transport sinds 15 juni 1889 bij het ministerie van Handel | Gyula Szapáry (waarnemend)   | 14 april 1880 – 24 april 1880        |  | Liberale Partij                 |
| Minister van Openbare Werken en Transport sinds 15 juni 1889 bij het ministerie van Handel | Pál Ordódy                   | 24 april 1880 – 9 augustus 1882      |  | Liberale Partij                 |
| Minister van Openbare Werken en Transport sinds 15 juni 1889 bij het ministerie van Handel | Gábor Kemény                 | 9 augustus 1882 – 19 september 1886  |  | Liberale Partij                 |
| Minister van Openbare Werken en Transport sinds 15 juni 1889 bij het ministerie van Handel | Béla Orczy (waarnemend)      | 19 september 1886 – 29 december 1886 |  | Liberale Partij                 |
| Minister van Openbare Werken en Transport sinds 15 juni 1889 bij het ministerie van Handel | Gábor Baross                 | 29 december 1886 – 15 juni 1889      |  | Liberale Partij                 |
| Minister van Godsdienst en Onderwijs                                                       | Ágoston Trefort              | 20 oktober 1875 – 22 augustus 1888   |  | Liberale Partij                 |
| Minister van Godsdienst en Onderwijs                                                       | Gábor Baross (waarnemend)    | 23 augustus 1888 – 22 september 1888 |  | Liberale Partij                 |
| Minister van Godsdienst en Onderwijs                                                       | Albin Csáky                  | 22 september 1888 – 15 maart 1890    |  | Liberale Partij                 |
| Minister van Kroatisch-Slavoons-Dalmatische Aangelegenheden                                | Petar Pejačević              | 20 oktober 1875 – 25 februari 1876   |  | ?                               |
| Minister van Kroatisch-Slavoons-Dalmatische Aangelegenheden                                | Koloman Bedeković            | 25 februari 1876 – 10 augustus 1889  |  | Kroatische Unionistische Partij |
| Minister van Kroatisch-Slavoons-Dalmatische Aangelegenheden                                | Emerik Josipović             | 23 augustus 1889 – 15 maart 1890     |  | Kroatische Unionistische Partij |